# El Peñol (Nariño)
El Peñol – miasto w Kolumbii, w departamencie Nariño.